# Modo propio

## Definición
Dentro del campo de la Acústica ondulatoria, recibe el nombre de modo propio aquella onda estacionaria generada en el interior de un determinado espacio, por ejemplo una sala o habitación. Este tipo de interferencias, ya sean constructivas (suma) o destructivas (cancelación), vienen dadas por la interacción entre las ondas incidentes y reflejadas dentro del recinto.
Así mismo, cada modo propio está asociado a una frecuencia (denominada frecuencia propia) y nivel de presión sonora específicos en función del punto a considerar, de forma que si la distancia entre dos paredes paralelas dentro de una sala es igual a la longitud de onda de una determinada frecuencia, podremos decir que ésta se trata de un modo propio y que, por tanto, permanecerá estacionaria reflejándose entre las dos superficies paralelas, perdiendo paulatinamente energía acústica.
Esta clase de ondas estacionarias suponen un importante problema a tener en cuenta, especialmente en recintos destinados al uso de la palabra y del sonido en general (salones de conferencia, salas de conciertos, estudios de grabación musical, salas de cine...) donde pueden llegar a ocasionar una notable pérdida en la inteligibilidad de la palabra y en la calidad acústica del recinto.
Pese a que la existencia de modos propios es inevitable, éstos pueden ser distribuidos de manera uniforme a lo largo de todo el espectro de frecuencias audibles de manera que no supongan una deficiencia en la escucha. Para ello es necesario seleccionar una relación adecuada entre las dimensiones de la sala o recinto en cuestión a fin de evitar la concentración de energía en bandas estrechas de frecuencias o, lo que es lo mismo, la coloración excesiva del sonido.
Ejemplo:
Supongamos una sala cerrada, formada por superficies no absorbentes paralelas entre sí, que posee en su interior una fuente omnidireccional emisora de música (Recordemos que ésta se compone a base de tonos periódicos complejos). Las ondas sonoras serán reflejadas en las paredes, el suelo y el techo, de forma que toda aquella frecuencia con una longitud de onda igual a la distancia del recorrido efectuado entre una superficie y su paralela pasará a convertirse en una onda estacionaria que, al entrar en fase con las que están siendo emitidas, se sumará provocando un aumento de nivel en esa frecuencia específica y dando lugar a la coloración de la sala.
Además, cada múltiplo de dicha frecuencia (Armónico) será a su vez una nueva onda estacionaria, por tanto se generará un nuevo modo propio asociado a éste.

## Clasificación de los Modos propios
Teniendo en cuenta la forma en la que las ondas estacionarias son generadas, podemos distinguir entre:

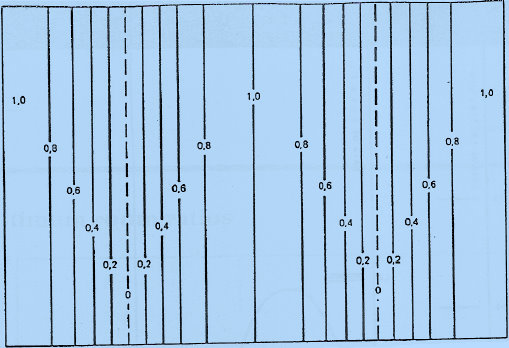
Modo Axial (2,0,0).

### Modo Axial
Aquel formado como resultado de una onda estacionaria fluctuante entre dos superficies.
El frente de onda se propaga según los tres ejes del recinto (dos paredes, nulos dos cosenos directores),
es decir tienen su origen en cada uno de los planos limitantes (nx, 0, 0); (0, ny, 0) y (0, 0, nz).

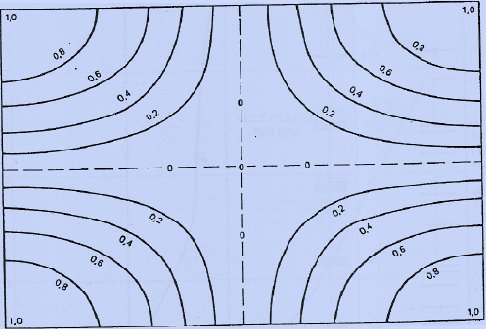
Modo Tangencial (1,1,0).

### Modo Tangencial
Aquel formado como resultado de la reflexión de una onda estacionaria entre cuatro superficies.
El frente de onda se propaga paralelamente a una arista (cuatro paredes, con un coseno director nulo), 
es decir tienen su origen en cada una de las tres aristas (nx, ny, 0); (nx,0, nz) y (0, ny, nz).

### Modo Oblicuo
Aquel formado como resultado de la reflexión de una onda estacionaria entre seis superficies.
El frente de onda se propaga en forma oblicua a los tres pares de paredes,(seis paredes, ninguno de los cosenos directores es nulo), 
es decir que tienen su origen en cada uno de los vértices del recinto (nx, ny, nz).

## Cálculo de Modos propios
Las frecuencias propias (asociadas a dichos modos) no vienen dadas de forma aleatoria sino que dependen de la geometría y las dimensiones del recinto a tratar, de forma que su determinación requiere métodos muy complejos de simulación y cálculo acústico. No obstante, existe un caso concreto en el que el cálculo de modos propios no entraña una gran complicación, y es cuando se trata de un recinto paralelepípedo compuesto por superficies totalmente reflectantes. Es aquí donde podemos emplear la llamada Fórmula de Rayleigh.
Fórmula de Rayleigh:
| Símbolo                               | Nombre                                                     | Unidad |
| ------------------------------------- | ---------------------------------------------------------- | ------ |
| {\displaystyle f_{n_{a},n_{l},n_{h}}} |                                                            | s-1    |
| {\displaystyle n_{a},\ n_{l},\ n_{h}} | Valores enteros en función del modo propio (0, 1, 2, 3...) |        |
| {\displaystyle a,\ l,\ h}             | Dimensiones de la sala                                     | m      |
| {\displaystyle c}                     | Velocidad del sonido                                       | m / s  |

Consecuentemente, cada posible combinación de valores Na, Nl, Nh dará lugar a una frecuencia y modo propio asociado específicos.
Por ejemplo, la combinación {\displaystyle Na=0}, {\displaystyle Nl=2}, {\displaystyle Nh=1} da lugar al modo propio 0, 2, 1.

## Frecuencia límite
Es importante tener en cuenta que la densidad de modos propios dentro de un espacio aumenta conforme lo hace la frecuencia. Y por consiguiente, a partir de una determinada frecuencia, la concentración de modos es tal que equivale a la ausencia de los mismos, lo cual implica que desaparece la coloración acústica de la sala dado que dejan de existir cúmulos discretos de energía.
Para hallar la frecuencia límite, a partir de la cual los modos influyen de forma prácticamente nula en la calidad acústica de una sala, recurrimos a la siguiente fórmula:
| Símbolo                  | Nombre                                               | Unidad |
| ------------------------ | ---------------------------------------------------- | ------ |
| {\displaystyle f_{max}}  |                                                      |        |
| {\displaystyle RT_{mid}} | Tiempo de reverberación medio (entre 500 Hz y 1 KHz) | s      |
| {\displaystyle V}        | Volumen de la sala                                   | m3     |

De dicha expresión se deduce que la incidencia de los modos propios en una determinada sala o recinto, es inversamente proporcional a las dimensiones del mismo, esto es: Para salas de menor tamaño (y por tanto menor volumen) el efecto de los modos propios será mucho mayor en relación con salas con un mayor tamaño y volumen, donde éstos apenas serán apreciables. No obstante, en la gran mayoría de los casos, las frecuencias propias que mayores problemas causan suelen situarse por debajo de los 300 Hz.

## Análisis de Espectro

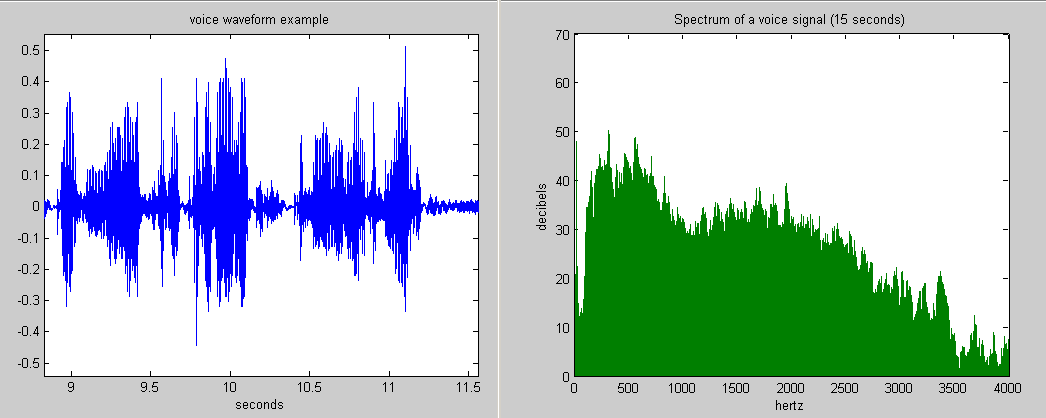
Ejemplo de onda vocal y su espectro de frecuencia.

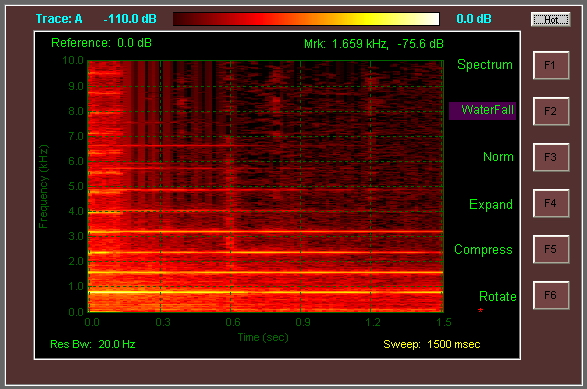
Espectrograma acústico de la nota Sol "G" (piano). En este espectrograma el eje vertical representa la frecuencia lineal desde 0 hasta 10 kHz. El eje horizontal refleja el tiempo en un intervalo de 1'5 segundos. Generado con Fatpigdog's PC basado en analizador de espectro FFT en tiempo real.
Pulsa debajo para escuchar la nota musical.
Archivo:68448_pinkyfinger_Piano_G.ogg

El análisis de espectro es el proceso técnico mediante el cual podemos descomponer una señal compleja en partes más simples. Concretamente, en el campo de la acústica, el espectro sonoro permite visualizar las partes (niveles de energía en cada frecuencia) determinantes del timbre y la calidad de un determinado sonido o nota musical.
A la hora de tratar los posibles modos propios que se encuentren dentro de un recinto, debemos realizar previamente un análisis del espectro de la sala a fin de identificar la frecuencia o frecuencias exactas en las que se hallan y, de esta manera, poder actuar posteriormente sobre ellos mediante sistemas de aislamiento y acondicionamiento acústico.
Para ello empleamos lo que se conoce como un analizador de espectro. El analizador de espectro es un instrumento utilizado para convertir la onda sonora de una determinada nota musical o sonido en un diagrama visual de las frecuencias que lo constituyen. A este referente visual se le conoce como Espectrograma acústico. Además de revelar la frecuencia fundamental de la que se compone una nota musical, el analizador de espectro también puede reflejar otra clase de parámetros como el ataque, la caída, el sostenido o la cola de dicha nota. Actualmente, podemos encontrar multitud de programas informáticos analizadores de espectro de bajo coste y fácil acceso, no solo para los profesionales de la industria, sino también para fines académicos.